# Laky Károly (plébános)
Niczkilaki és ondódi Laky Károly (Ondód, 1784. április 6. – Szombathely, 1853. december 31.) római katolikus plébános.

## Élete
Laky Gábor és Sztárinszky Katalin fiaként a Vas vármegyei kisnemesi Laky család  (jogászok, főszolgabírók, császári és királyi kamarások) sarjaként született Ondódon. 1807. szeptember 8-án szentelték fel áldozópappá Szombathelyen. 1807 és 1808 között a helyi gimnázium tanára volt, majd 1808-tól ugyanott a püspöki líceum, 1817-től pedig a hittan tanára. Még az előző évben, 1816 augusztusában a Pesti Királyi Tudományegyetemen doktori fokozatot szerzett. 1820-ban fizikát és természettudományt oktatott. 1830-ban Vas vármegye táblabírájaként és egyházmegyei presbiterként említik. 1832 és 1837 között a líceum ideiglenes igazgatójaként működött.
1837-ben zalaegerszegi plébános lett, ugyanezen év december 14-én V. Ferdinánd magyar király szombathelyi kanonokká nevezte ki. Ebbéli pozíciójában 1838. február 6-án iktatták be. Laky 1838-tól 1840-ig a szombathelyi szeminárium (papnevelde) rektora volt, majd 1839. június 6-tól pápóci perjel lett. 1840. május 1-én a pécsi Szent Benedek-templom címzetes apátjaként, 1840. december 30-án őrkanonokként, 1842. november 14-én éneklő kanonokként említik. 1846-ban a Szent Benedek-templom tényleges apátja, valamint a szombathelyi székesegyház éneklő kanonokja lett és sárvári főesperesként is említik. Ugyanebben az évben zsinati vizsgáló volt. 1851 augusztusában Balassa Gábor szombathelyi püspök halála után a káptalan helynökké választotta, de még ugyanebben az évben, december 24-én Laky Károlyt szélütés érte.
Laky a szombathelyi káptalan követeként, kanonoki minőségében vett részt az 1839–40. és az 1843–44. évi rendi országgyűlések munkájában. Az előbbi tevékenységéről fennmaradt titkosrendőri jellemzése. A dokumentum szerint Laky Károly „sokoldalúan képzett, jó érzületű és minden tekintetben jó hírű” volt. A jelentés megjegyzi, hogy felszólalásaiban az egyház ügyét védte vallási kérdésekben, de befolyását mérsékeltnek értékelte, és a kanonokot egyértelműen a jobboldalra helyezte.
Elhunyt élete 69., papságának 55. évében. Végrendeletében pár ezer forintot hagyott jótékony célra.

## Munkája
- Sermo quem die natali august. imperatoris et regis apost. Francisci primi ad juventutem philosophicam Sabariensem habuit. Sabariae, 1821.